# 1958–1959-es bajnokcsapatok Európa-kupája
Az 1958–1959-es bajnokcsapatok Európa-kupája volt a sorozat 4. kiírása. A döntőt 1959. június 3-án játszották a stuttgarti Neckarstadionban, melyet – sorozatban negyedszer – a címvédő Real Madrid nyert meg.

## Eredmények

### Selejtező
| 1. csapat              | Össz. | 2. csapat         | 1. mérk. | 2. mérk. |
| ---------------------- | ----- | ----------------- | -------- | -------- |
| Juventus               | 3–8   | Wiener SC         | 3–1      | 0–7      |
| Dinamo Zagreb          | 3–4   | Dukla Praha       | 2–2      | 1–2      |
| Beşiktaş JK            | j.n.1 | Olimbiakósz       | –        | –        |
| Atlético Madrid        | 13–1  | Drumcondra        | 8–0      | 5–1      |
| KB                     | 5–52  | Schalke 04        | 3–0      | 2–5      |
| Polonia Bytom          | 0–6   | MTK               | 0–3      | 0–3      |
| Young Boys             | j.n.3 | Manchester United | –        | –        |
| Jeunesse Esch          | 2–24  | IFK Göteborg      | 1–2      | 1–0      |
| Wismut Karl Marx Stadt | 4–45  | Petrolul Ploiești | 4–2      | 0–2      |
| DOS                    | 4–6   | Sporting          | 3–4      | 1–2      |
| Standard Liège         | 6–3   | Hearts            | 5–1      | 1–2      |
| Ards                   | 3–10  | Stade Reims       | 1–4      | 2–6      |

1Az Olimbiakósz politikai okok miatt visszalépett.
2Mivel az összesített végeredmény 5–5 lett, a szabályok értelmében 3. mérkőzés került megrendezésre, amelyen a Schalke 04 3–1-es arányban diadalmaskodott.
3A Manchester United szereplését a Football League megtiltotta, a találkozókat barátságos mérkőzésekként lejátszották.
4Mivel az összesített végeredmény 2–2 lett, a szabályok értelmében 3. mérkőzés került megrendezésre, amelyen a IFK Göteborg 5–1-es arányban diadalmaskodott.
5Mivel az összesített végeredmény 4–4 lett, a szabályok értelmében 3. mérkőzés került megrendezésre, amelyen a Wismut Karl Marx Stadt 4–0-s arányban diadalmaskodott.

#### 1. mérkőzések
| 1958. szeptember 24. |

| Juventus          | 3–1   | Wiener SC |
| ----------------- | ----- | --------- |
| Sívori 2' 56' 62' | (1–1) | Horak 8'  |

| Stadio Comunale, Torino Nézőszám: 40 000 Játékvezető: Gulde (svájci) |

| 1958. szeptember 10. |

| Dinamo Zagreb       | 2–2   | Dukla Praha                 |
| ------------------- | ----- | --------------------------- |
| Lipošinović 70' 73' | (0–1) | Borovicka 31' Brumovský 51' |

| Dinamo Stadion, Zágráb Nézőszám: 25 000 Játékvezető: Steiner (osztrák) |

| 1958. augusztus 26. |

| KB                         | 3–0   | Schalke 04 |
| -------------------------- | ----- | ---------- |
| Birkeland 31' 46' Krog 35' | (2–0) |            |

| Idraetsparken, Koppenhága Nézőszám: 15 000 Játékvezető: van Leeuwen (holland) |

| 1958. szeptember 17. |

| Atlético Madrid                                          | 8–0   | Drumcondra |
| -------------------------------------------------------- | ----- | ---------- |
| Peiró 2' 51' Vavá 6' 61' Collar 56' 76' Mendonça 63' 67' | (2–0) |            |

| Estadio Metropolitano de Madrid, Madrid Nézőszám: 50 000 Játékvezető: Campanati (olasz) |

| 1958. szeptember 17. |

| SC Wismut Karl Marx Stadt             | 4–2   | Petrolul Ploieşti |
| ------------------------------------- | ----- | ----------------- |
| Tröger 25' Viertel 39' 68' Kaiser 79' | (2–1) | Dridea 7' 82'     |

| Otto-Grotewohl-Stadion, Aue Nézőszám: 12 000 Játékvezető: Ruzicka (csehszlovák) |

| 1958. szeptember 14. |

| Jeunesse Esch | 1–2   | IFK Göteborg                      |
| ------------- | ----- | --------------------------------- |
| May 20'       | (1–1) | N. Johansson 19' B. Johansson 72' |

| Stade de la Frontière, Esch-sur-Alzette Nézőszám: 3 500 Játékvezető: Poulsen (dán) |

| 1958. szeptember 17. |

| Polonia Bytom | 0–3   | MTK                        |
| ------------- | ----- | -------------------------- |
|               | (0–0) | Sándor 46' Palotás 73' 80' |

| Stadion Polonii, Bytom Nézőszám: 30 000 Játékvezető: Treichel (NSZK) |

| 1958. október 1. |

| DOS                                                  | 3–4   | Sporting                           |
| ---------------------------------------------------- | ----- | ---------------------------------- |
| Temming 48' (11-esből) van der Linden 52' Luiten 88' | (0–2) | Ivson 31' 83' Hugo 41' Vasques 55' |

| Galgenwaard Stadion, Utrecht Nézőszám: 20 000 Játékvezető: Clough (angol) |

| 1958. szeptember 3. |

| Standard Liège                              | 5–1   | Hearts       |
| ------------------------------------------- | ----- | ------------ |
| Jadot 17' 85' Piters 34' Bonga 73' Houf 78' | (2–1) | Crawford 14' |

| Stade Sclessin, Liège Nézőszám: 30 000 Játékvezető: Schwinte (francia) |

| 1958. szeptember 17. |

| Ards      | 1–4   | Stade Reims              |
| --------- | ----- | ------------------------ |
| Lawry 87' | (0–3) | Fontaine 26' 38' 45' 85' |

| Windsor Park, Belfast Nézőszám: 20 000 Játékvezető: Mendibil (spanyol) |

#### 2. mérkőzések
| 1958. október 1. |

| Wiener SC                                      | 7–0   | Juventus |
| ---------------------------------------------- | ----- | -------- |
| Skerlan 24' Hamerl 34' 38' 64' 80' Hof 82' 85' | (3–0) |          |

| Práter stadion, Bécs Nézőszám: 20 000 Játékvezető: Wyssling (svájci) |

Továbbjutott a Wiener SC 8–3-as összesítéssel.
| 1958. október 1. |

| Dukla Praha               | 2–1   | Dinamo Zagreb |
| ------------------------- | ----- | ------------- |
| Dvořák 30' Vacenovský 71' | (1–1) | Gašpert 45'   |

| Strahov Stadion, Prága Nézőszám: 10 000 Játékvezető: Steiner (osztrák) |

Továbbjutott a Dukla Praha 4–3-as összesítéssel.
| 1958. szeptember 17. |

| Schalke 04                                        | 5–2   | KB               |
| ------------------------------------------------- | ----- | ---------------- |
| Klodt 25' 34' Sadlowski 46' Nowak 70' Brocker 72' | (2–0) | Andresen 53' 66' |

| Glückauf-Kampfbahn, Gelsenkirchen Nézőszám: 30 000 Játékvezető: Beltman (holland) |

Mivel az összesített eredmény 5–5 lett, a szabályok értelmében 3. mérkőzés került kiírásra.
| 1958. október 1. |

| Drumcondra            | 1–5   | Atlético Madrid                             |
| --------------------- | ----- | ------------------------------------------- |
| Fullam 51' (11-esből) | (0–3) | Peiró 16' 67' Csóka 19' Collar 45' Vavá 86' |

| Dalymount Park, Dublin Nézőszám: 20 000 Játékvezető: Campanati (olasz) |

Továbbjutott az Atlético Madrid 13–1-es összesítéssel.
| 1958. szeptember 28. |

| Petrolul Ploiești        | 2–0   | Wismut Karl Marx Stadt |
| ------------------------ | ----- | ---------------------- |
| Fronea 33' Marinescu 79' | (1–0) |                        |

| Stadionul Ilie Oană, Ploiești Nézőszám: 25 000 Játékvezető: Korelus (csehszlovák) |

Mivel az összesített eredmény 4–4 lett, a szabályok értelmében 3. mérkőzés került kiírásra.
| 1958. szeptember 30. |

| IFK Göteborg | 0–1   | Jeunesse Esch |
| ------------ | ----- | ------------- |
|              | (0–1) | May 21'       |

| Nya Ullevi, Göteborg Nézőszám: 21 435 Játékvezető: Hansen (dán) |

Mivel az összesített eredmény 2–2 lett, a szabályok értelmében 3. mérkőzés került kiírásra.
| 1958. október 1. |

| MTK                        | 3–0   | Polonia Bytom |
| -------------------------- | ----- | ------------- |
| Molnár 41' Palotás 58' 75' | (1–0) |               |

| Hungária körút, Budapest Nézőszám: 10 000 Játékvezető: Kandlbinder (NSZK) |

Továbbjutott az MTK 6–0-s összesítéssel.
| 1958. október 8. |

| Sporting      | 2–1   | DOS          |
| ------------- | ----- | ------------ |
| Ivson 48' 76' | (0–0) | Krommert 82' |

| Estádio José Alvalade, Lisszabon Nézőszám: 40 000 Játékvezető: Kelly (angol) |

Továbbjutott a Sporting 6–4-es összesítéssel.
| 1958. szeptember 9. |

| Hearts        | 2–1   | Standard Liège |
| ------------- | ----- | -------------- |
| Bauld 55' 65' | (0–0) | Givard 58'     |

| Tynecastle Park, Edinburgh Nézőszám: 37 500 Játékvezető: Fauquembergue (francia) |

Továbbjutott a Standard Liège 6–3-as összesítéssel.
| 1958. október 8. |

| Stade Reims                                      | 6–2   | Ards                 |
| ------------------------------------------------ | ----- | -------------------- |
| Piantoni 10' 40' Fontaine 14' 16' Bliard 20' 74' | (5–2) | Lawther 10' Quee 28' |

| Stade Auguste Delaune, Reims Nézőszám: 19 509 Játékvezető: Martín (spanyol) |

Továbbjutott a Stade Reims 10–3-as összesítéssel.

#### 3. mérkőzések
| 1958. október 1. |

| Schalke 04              | 3–1   | KB          |
| ----------------------- | ----- | ----------- |
| Klodt 57' 86' Nowak 66' | (0–0) | Krahmer 90' |

| Diekman Stadion, Enschede Nézőszám: 27 000 Játékvezető: Horn (holland) |

Továbbjutott a Schalke 04.
| 1958. október 12. |

| Wismut Karl Marx Stadt                    | 4–0   | Petrolul Ploieşti |
| ----------------------------------------- | ----- | ----------------- |
| Zink 4' Tröger 7' 75' (11-esből) Wolf 48' | (2–0) |                   |

| Nyikita Hruscsov Stadion, Kijev Nézőszám: 40 000 Játékvezető: Galba (csehszlovák) |

Továbbjutott a Wismut Karl Marx Stadt.
| 1958. október 15. |

| IFK Göteborg                                                       | 5–1   | Jeunesse Esch |
| ------------------------------------------------------------------ | ----- | ------------- |
| Andersson 37' Berndtsson 59' 85' B. Johansson 68' N. Johansson 80' | (1–1) | Meurisse 5'   |

| Nya Ullevi, Göteborg Nézőszám: 11 780 Játékvezető: Hansen (dán) |

Továbbjutott az IFK Göteborg.

### Nyolcaddöntő
| 1. csapat               | Össz. | 2. csapat              | 1. mérk. | 2. mérk. |
| ----------------------- | ----- | ---------------------- | -------- | -------- |
| Wiener SC               | 3–2   | Dukla Praha            | 3–1      | 0–1      |
| Real Madrid             | 3–1   | Beşiktaş JK            | 2–0      | 1–1      |
| Atlético Madrid         | 2–21  | CDNA Szofija           | 2–1      | 0–1      |
| Wolverhampton Wanderers | 3–4   | Schalke 04             | 2–2      | 1–2      |
| MTK                     | 2–6   | Young Boys             | 1–2      | 1–4      |
| IFK Göteborg            | 2–6   | Wismut Karl Marx Stadt | 2–2      | 0–4      |
| Sporting                | 2–6   | Standard Liège         | 2–3      | 0–3      |
| Stade Reims             | 7–0   | HPS Helsinki           | 4–0      | 3–0      |

1Mivel az összesített végeredmény 2–2 lett, a szabályok értelmében 3. mérkőzés került megrendezésre, amelyen az Atlético Madrid diadalmaskodott 3–1-re, hosszabbítás után.

#### 1. mérkőzések
| 1958. november 5. |

| Wiener SC                    | 3–1   | Dukla Praha |
| ---------------------------- | ----- | ----------- |
| Hof 22' Hamerl 47' Knoll 57' | (1–0) | Pluskal 83' |

| Práter stadion, Bécs Nézőszám: 50 000 Játékvezető: Howley (angol) |

| 1958. november 13. |

| Real Madrid              | 2–0   | Beşiktaş JK |
| ------------------------ | ----- | ----------- |
| Santisteban 57' Kopa 90' | (0–0) |             |

| Santiago Bernabéu stadion, Madrid Nézőszám: 60 000 Játékvezető: Bonetto (olasz) |

| 1958. november 5. |

| Atlético Madrid    | 2–1   | CDNA Szofija |
| ------------------ | ----- | ------------ |
| Vavá 60' Peiró 79' | (0–0) | Dimitrov 77' |

| Santiago Bernabéu stadion, Madrid Nézőszám: 80 000 Játékvezető: Wyssling (svájci) |

| 1958. november 12. |

| Wolverhampton Wanderers | 2–2   | Schalke 04                |
| ----------------------- | ----- | ------------------------- |
| Broadbent 52' 65'       | (0–1) | Siebert 25' Koslowski 88' |

| Molineux, Wolverhampton Nézőszám: 45 676 Játékvezető: Alsteen (belga) |

| 1958. november 5. |

| MTK        | 1–2   | Young Boys                  |
| ---------- | ----- | --------------------------- |
| Molnár 65' | (0–0) | Wechselberger 64' Zahnd 80' |

| Népstadion, Budapest Nézőszám: 20 000 Játékvezető: Grill (osztrák) |

| 1958. november 9. |

| IFK Göteborg             | 2–2   | Wismut Karl Marx Stadt |
| ------------------------ | ----- | ---------------------- |
| Ohlsson 5' Andersson 31' | (2–0) | Seifert 61' Zink 67'   |

| Gamla Ullevi, Göteborg Nézőszám: 13 978 Játékvezető: Kowal (lengyel) |

| 1958. október 29. |

| Sporting                      | 2–3   | Standard Liège                      |
| ----------------------------- | ----- | ----------------------------------- |
| Bolzée 23' (öngól) Mendes 80' | (1–1) | Paeschen 10' Jadot 69' Mallants 80' |

| Estádio José Alvalade, Lisszabon Nézőszám: 35 000 Játékvezető: Barberan (francia) |

| 1958. november 26. |

| Stade Reims                    | 4–0   | HPS Helsinki |
| ------------------------------ | ----- | ------------ |
| Vincent 22' 35' 85' Siatka 98' | (2–0) |              |

| Stade Auguste Delaune, Reims Nézőszám: 11 452 Játékvezető: Ommerborn (NSZK) |

#### 2. mérkőzések
| 1958. november 26. |

| Dukla Praha  | 1–0   | Wiener SC |
| ------------ | ----- | --------- |
| Masopust 60' | (0–0) |           |

| Letná Stadion, Prága Nézőszám: 30 000 Játékvezető: Poulsen (dán) |

Továbbjutott a Wiener SC 3–2-es összesítéssel.
| 1958. november 27. |

| Beşiktaş JK | 1–1   | Real Madrid     |
| ----------- | ----- | --------------- |
| Kaya 64'    | (0–1) | Santisteban 13' |

| Mithat Paşa Stadion, Isztambul Nézőszám: 30 000 Játékvezető: Jonni (olasz) |

Továbbjutott a Real Madrid 3–1-es összesítéssel.
| 1958. november 26. |

| CDNA Szofija  | 1–0   | Atlético Madrid |
| ------------- | ----- | --------------- |
| Panajotov 64' | (0–0) |                 |

| Vaszil Levszki Nemzeti Stadion, Szófia Nézőszám: 50 000 Játékvezető: Wyssling (svájci) |

Mivel az összesített eredmény 2–2 lett, a szabályok értelmében 3. mérkőzés került kiírásra.
| 1958. november 18. |

| Schalke 04             | 2–1   | Wolverhampton Wanderers |
| ---------------------- | ----- | ----------------------- |
| Kördel 12' Siebert 35' | (2–0) | Jackson 48'             |

| Glückauf-Kampfbahn, Gelsenkirchen Nézőszám: 43 000 Játékvezető: Versyp (belga) |

Továbbjutott a Schalke 04 4–3-as összesítéssel.
| 1958. november 26. |

| Young Boys                                   | 4–1   | MTK        |
| -------------------------------------------- | ----- | ---------- |
| Wechselberger 13' 60' Meier 40' Allemann 81' | (2–0) | Molnár 85' |

| Wankdorfstadion, Bern Nézőszám: 28 000 Játékvezető: Grill (osztrák) |

Továbbjutott a Young Boys 6–2-es összesítéssel.
| 1958. november 15. |

| Wismut Karl Marx Stadt      | 4–0   | IFK Göteborg |
| --------------------------- | ----- | ------------ |
| Zink 23' 82' Kaiser 50' 62' | (1–0) |              |

| Otto Grotewohl Stadion, Aue Nézőszám: 25 000 Játékvezető: Koczner (lengyel) |

Továbbjutott a Wismut Karl Marx Stadt 6–2-es összesítéssel.
| 1958. november 12. |

| Standard Liège                     | 3–0   | Sporting |
| ---------------------------------- | ----- | -------- |
| Paeschen 47' Houf 67' Mallants 74' | (0–0) |          |

| Stade Maurice Dufrasne, Liège Nézőszám: 32 000 Játékvezető: Devillers (francia) |

Továbbjutott a Standard Liège 6–2-es összesítéssel.
| 1958. december 3. |

| HPS Helsinki | 0–3   | Stade Reims                         |
| ------------ | ----- | ----------------------------------- |
|              | (0–2) | Fontaine 2' 10' Lintamo 12' (öngól) |

| Stade Robert Diochon, Rouen Nézőszám: 14 855 Játékvezető: Fritz (NSZK) |

Továbbjutott a Stade Reims 7–0-s összesítéssel.

#### 3. mérkőzés
| 1958. december 18. |

| Atlético Madrid                      | 3–1 (h. u.) | CDNA Szofija |
| ------------------------------------ | ----------- | ------------ |
| Vavá 42' 108' (11-esből) Callejo 99' | (1–1, 2–1)  | Janev 17'    |

| Stade des Charmilles, Genf Nézőszám: 30 000 Játékvezető: Mellet (svájci) |

Továbbjutott az Atlético Madrid.

### Negyeddöntő
| 1. csapat       | Össz. | 2. csapat              | 1. mérk. | 2. mérk. |
| --------------- | ----- | ---------------------- | -------- | -------- |
| Wiener SC       | 1–7   | Real Madrid            | 0–0      | 1–7      |
| Atlético Madrid | 4–1   | Schalke 04             | 3–0      | 1–1      |
| Young Boys      | 2–21  | Wismut Karl Marx Stadt | 2–2      | 0–0      |
| Standard Liège  | 2–3   | Stade Reims            | 2–0      | 0–3      |

1Mivel az összesített végeredmény 2–2 lett, a szabályok értelmében 3. mérkőzés került megrendezésre, amelyen a Young Boys 2–1-es arányban diadalmaskodott.

#### 1. mérkőzések
| 1959. március 4. |

| Wiener SC | 0–0 | Real Madrid |
| --------- | --- | ----------- |
|           |     |             |

| Práter stadion, Bécs Nézőszám: 80 000 Játékvezető: Alsteen (belga) |

| 1959. március 4. |

| Atlético Madrid               | 3–0   | Schalke 04 |
| ----------------------------- | ----- | ---------- |
| Vavá 47' Miguel 73' Peiró 90' | (0–0) |            |

| Santiago Bernabéu stadion, Madrid Nézőszám: 110 000 Játékvezető: Moriconi (olasz) |

| 1959. március 11. |

| Young Boys        | 2–2   | Wismut Karl Marx Stadt |
| ----------------- | ----- | ---------------------- |
| Meier 22' Rey 87' | (1–1) | Wagner 45' Zink 59'    |

| Wankdorfstadion, Bern Nézőszám: 32 000 Játékvezető: Guerra (portugál) |

| 1959. február 4. |

| Standard Liège                  | 2–0   | Stade Reims |
| ------------------------------- | ----- | ----------- |
| Jadot 65' Givard 71' (11-esből) | (0–0) |             |

| Stade Maurice Dufrasne, Liège Nézőszám: 36 000 Játékvezető: Kelly (angol) |

#### 2. mérkőzések
| 1959. március 18. |

| Real Madrid                                             | 7–1   | Wiener SC |
| ------------------------------------------------------- | ----- | --------- |
| Mateos 8' Di Stéfano 14' 64' 69' 75' Rial 67' Gento 89' | (2–1) | Horak 9'  |

| Santiago Bernabéu stadion, Madrid Nézőszám: 90 000 Játékvezető: Guigue (francia) |

Továbbjutott a Real Madrid 7–1-es összesítéssel.
| 1959. március 18. |

| Schalke 04 | 1–1   | Atlético Madrid |
| ---------- | ----- | --------------- |
| Nowak 1'   | (1–0) | Vavá 90'        |

| Glückauf-Kampfbahn, Gelsenkirchen Nézőszám: 43 000 Játékvezető: Horn (holland) |

Továbbjutott az Atlético Madrid 4–1-es összesítéssel.
| 1959. március 18. |

| Wismut Karl Marx Stadt | 0–0 | Young Boys |
| ---------------------- | --- | ---------- |
|                        |     |            |

| Otto Grotewohl Stadion, Aue Nézőszám: 30 000 Játékvezető: Andrén (svéd) |

Mivel az összesített eredmény 2–2 lett, a szabályok értelmében 3. mérkőzés került kiírásra.
| 1959. február 18. |

| Stade Reims                   | 3–0   | Standard Liège |
| ----------------------------- | ----- | -------------- |
| Piantoni 70' Fontaine 73' 88' | (0–0) |                |

| Stade Auguste Delaune, Reims Nézőszám: 32 235 Játékvezető: Mendíbil (spanyol) |

Továbbjutott a Stade Reims 3–2-es összesítéssel.

#### 3. mérkőzés
| 1959. április 1. |

| Young Boys                  | 2–1   | Wismut Karl Marx Stadt |
| --------------------------- | ----- | ---------------------- |
| Meier 21' Wechselberger 32' | (2–0) | Tröger 75' (11-esből)  |

| Olimpiai stadion, Amszterdam Nézőszám: 20 000 Játékvezető: Horn (holland) |

Továbbjutott a Young Boys.

### Elődöntő
| 1. csapat   | Össz. | 2. csapat       | 1. mérk. | 2. mérk. |
| ----------- | ----- | --------------- | -------- | -------- |
| Real Madrid | 2–21  | Atlético Madrid | 2–1      | 0–1      |
| Young Boys  | 1–3   | Stade Reims     | 1–0      | 0–3      |

1 Mivel az összesített végeredmény 2–2 lett, a szabályok értelmében 3. mérkőzés került kiírásra, amelyen a Real Madrid 2–1-es arányban diadalmaskodott.

#### 1. mérkőzések
| 1959. április 23. |

| Real Madrid                    | 2–1   | Atlético Madrid |
| ------------------------------ | ----- | --------------- |
| Rial 15' Puskás 33' (11-esből) | (2–1) | Chuzo 13'       |

| Santiago Bernabéu stadion, Madrid Nézőszám: 120 000 Játékvezető: Mowatt (skót) |

| 1959. április 15. |

| Young Boys | 1–0   | Stade Reims |
| ---------- | ----- | ----------- |
| Meier 15'  | (1–0) |             |

| Wankdorfstadion, Bern Nézőszám: 60 000 Játékvezető: van Nuffel (belga) |

#### 2. mérkőzések
| 1959. május 7. |

| Atlético Madrid | 1–0   | Real Madrid |
| --------------- | ----- | ----------- |
| Collar 43'      | (1–0) |             |

| Estadio Metropolitano de Madrid, Madrid Nézőszám: 50 000 Játékvezető: Leafe (angol) |

Mivel az összesített végeredmény 2–2 lett, a szabályok értelmében 3. mérkőzés került kiírásra.
| 1959. május 13. |

| Stade Reims                   | 3–0   | Young Boys |
| ----------------------------- | ----- | ---------- |
| Piantoni 41' 72' Penverne 54' | (1–0) |            |

| Parc des Princes, Párizs Nézőszám: 35 898 Játékvezető: Roomer (holland) |

Továbbjutott a Stade Reims 3–1-es összesítéssel.

#### 3. mérkőzés
| 1959. május 13. |

| Real Madrid               | 2–1   | Atlético Madrid |
| ------------------------- | ----- | --------------- |
| Di Stéfano 16' Puskás 42' | (2–1) | Collar 18'      |

| La Romareda, Zaragoza Nézőszám: 20 000 Játékvezető: Ellis (angol) |

Továbbjutott a Real Madrid.

### Döntő
| 1959. június 3. |

| Real Madrid              | 2–0   | Stade Reims |
| ------------------------ | ----- | ----------- |
| Mateos 2' Di Stéfano 47' | (1–0) |             |

| Neckarstadion, Stuttgart Nézőszám: 80 000 Játékvezető: Dusch (NSZK) |

| Az 1958–59-es bajnokcsapatok Európa-kupájának győztese |
| Real Madrid 4. cím                                     |
| ← 1957–58 Real Madrid                                  |
| Real Madrid 1959–60 →                                  |

## Góllövőlista
| #  | Név                        | Csapat                 | Gólok |
| -- | -------------------------- | ---------------------- | ----- |
| 1. | Just Fontaine              | Stade Reims            | 10    |
| 2. | Vavá                       | Atlético Madrid        | 8     |
| 3. | Alfredo Di Stéfano         | Real Madrid            | 6     |
| 3. | Joaquín Peiró              | Atlético Madrid        | 6     |
| 5. | Enrique Collar Monterrubio | Atlético Madrid        | 5     |
| 5. | Josef Hamerl               | Wiener AC              | 5     |
| 5. | Roger Piantoni             | Stade Reims            | 5     |
| 5. | Klaus Zink                 | Wismut Karl Marx Stadt | 5     |

## Lásd még
- 1958–1960-as vásárvárosok kupája